# Sofía Petro
Sofía Petro Alcocer (Bogotá, 2002) es una activista y feminista colombiana, hija del presidente de Colombia Gustavo Petro y su tercera esposa, Verónica Alcocer.

## Activismo
Sofía ha manifestado en múltiples ocasiones su apoyo incondicional a las comunidades más desfavorecidas de su país desde su posición de privilegiada, se ha autodenominado feminista, y activista medioambiental, la lucha por las causas feministas y los derechos de la comunidad LGTBI. Sofía ha participado en varios foros medioambientales.